# 徐佳士
徐佳士（1921年5月22日—2015年12月22日），江西省奉新縣人，曾是一位台灣作家、記者與新聞學家，曾任國立政治大學新聞學系主任、國立政治大學文理學院院長。他是台灣第一部大眾傳播教科書《大眾傳播理論》的主編者，也是台灣許多新聞學教授的老師。

## 生平
徐佳士年輕時正值中國抗日戰爭時期，他時經常投稿發表有關抗日的時事文章，因此對新聞工作產生興趣。高中畢業後，考入了不須繳學費的中央政治學校新聞系；但大學二年級時，因響應中國青年軍計畫而從軍，赴昆明擔任美軍翻譯官。抗戰勝利後恢復學業，畢業後至南京《中央日報》任職實習記者。1949年，他隨《中央日報》遷台，期間並獲得獎學金，赴美國明尼蘇達大學大眾傳播系與史丹佛大學傳播系攻讀碩士學位。返台後，徐佳士開始在國立政治大學擔任兼課教師，1955年起在政大新聞所兼課、1959年起又到新聞系兼課。1967年向《中央日報》辭職，專任政大新聞系教授兼系主任；1975年擔任政大文理學院院長，1988年召集規劃籌設政大傳播學院。
並曾擔任考試院考試委員、中華民國新聞評議委員會委員、行政院文建會委員及影劇傳播委員會委員兼召集人、國家文化藝術基金會董事、雲門舞集文教基金會董事等職，也在報紙雜誌撰寫專欄。主要著作有《大眾傳播理論》、《資訊爆炸的落塵：今日傳播與文化問題探討》、《冷眼看媒體世界》、《大眾傳播的未來》、《符號的遊戲》、《符號的陷阱》、《模糊的線》、《大眾傳播八講》等。
徐佳士在政大新聞系期間致力新聞教育，他首先設立「集中選修」制度，規定學生在新聞系課程以外，必須任選一系選修20學分的課。為了充實學生知識，他將當時學生實習報《學生新聞》改為以報導社區消息為主的《柵美報導》，延伸實習採訪觸角，成為臺灣第一份登記有案的社區報，並帶動日後社區報的風潮（「柵美」是指政大所在地木柵和景美，即現在的台北市文山區）。他從美國帶回大眾傳播思維，培育許多優秀新聞人才，見證臺灣新聞界發展。晚年還支持倡議媒體改革。2009年獲得第一屆星雲真善美新聞傳播獎新聞教育貢獻獎，並自掏腰包補足稅金，將獎金新臺幣100萬元全數捐給政大新聞系作為學術發展基金。
2015年12月22日，徐佳士因年事已高，病逝於台北。為表彰徐佳士教授的貢獻，中華民國總統馬英九頒發褒揚令，肯定他『引領臺灣新聞教育思潮，盡瘁廣電媒體傳播志業，雅化風猷，宗將陶鈞；懋績霞緒，芳垂彤史』。國史館也決定將徐佳士列入《民國名人錄》，以為流傳和紀念。

## 軼事
徐佳士實際上是民國九年出生；因為晚報戶口，所以登記是民國十年生。
徐佳士因為人很高、上課的時候雙腳交叉，很像「頑皮豹」，從此學生們給他取了個「頑皮豹」的綽號。當年某屆新聞系參加運動會，女生一舉獲得田賽、徑賽總冠軍，倒是男生成績平平，徐佳士便改編歌謠自創新聞系歌：「新聞系的姑娘壯如山，新聞系的少年美如水」，展現他的幽默和親切。
徐佳士生性浪漫，生活上也時時展現「徐式幽默」。2003年台灣SARS流行期間，徐佳士的學生、政大傳播學院院長林元輝在校園遇到從福利社買完綠豆的徐佳士，還分送一些綠豆給他，表示綠豆可以解毒。林元輝納悶，科學根據何在？徐佳士才解釋，其實重點不在綠豆，而是「出門透透氣」更能增加免疫力。又有一次，林元輝在政大側門遇到剛下計程車的徐佳士，一問才發現他是趁夫人睡覺而偷叫計程車出門，原本擔心他偷溜出門沒帶錢，只見徐佳士打趣地掏出小白布袋，說是隨時備好「逃亡用的銀子」，原來他又是找個理由出門透透氣。林元輝說，「徐教授晚年雖然因為膝蓋不好、行動不便而遭家人限制行動，但他仍然精神奔放，經常找機會突破困境，並在生活中展現他的『徐氏幽默』，可說是生活哲學的典範」。
徐佳士獨子徐維良懷念父親的浪漫，透露徐佳士年輕時是個文藝青年，曾和同鄉一起在街頭演出抗日行動劇，因為扮演反派過於逼真，還差點遭路人攻擊；只可惜後來沒有「舞台」的機會，就轉往「講台」發展了。徐佳士非常喜歡畫畫，出國必訪美術館，行李箱裝滿畫冊，更曾說過這輩子若不作教師、想當畫家。過世後，家屬清點遺物，意外發現了許多他生前的靜物攝影作品，展現他充滿藝術的一面。
政大新聞系畢業校友、電視節目主持人李四端稱讚徐佳士幽默、風趣及敏銳。有次還對他說：「李四端，我有在電視上看到你，你不知道我有在看你吧！」。